# Rezultatele echipei naționale de fotbal a Angliei (1930-1959)
| · Rezultatele echipei naționale de fotbal a Angliei |
| --- |
| - 2000–prezent (Meciurile 764 →) - 1980–1999 (Meciurile 536 – 763 - 1960–1979 (Meciurile 337 – 535 - 1930–1959 (Meciurile 169 – 336) - 1900–1929 (Meciurile 68 – 168) - 1872–1899 (Meciurile 1 – 67) - meciuri neoficiale |

Aceasta este lista rezultatelor echipei naționale de fotbal a Angliei din 1930 până în 1959.

## Anii 1930

### 1930
| 5 aprilieHome Championship | Anglia                                   | 5 – 2  | Scoția           | Londra, Anglia                                                                        |  |
|                            | Watson 11', 28' Rimmer 30', 55' Jack 33' | Report | Fleming 49', 62' | Stadion: Wembley Stadium Spectatori: 87.375 Arbitru: William McLean (Irlanda de Nord) |  |

| 10 maiMeci amical | Germania              | 3 – 3  | Anglia                    | Berlin, Germania                                                                 |  |
|                   | Hofmann 10', 50', 60' | Report | Bradford 8', 25' Jack 78' | Stadion: Deutsches Stadion Spectatori: 50.000 Arbitru: Johannes Mutters (Olanda) |  |

| 14 maiMeci amical | Austria | 0 – 0  | Anglia | Viena, Austria                                                                    |  |
|                   |         | Report |        | Stadion: Hohe Warte Stadium Spectatori: 61.000 Arbitru: Johannes Mutters (Olanda) |  |

| 20 OctoberHome Championship | Anglia                                               | 5 – 1  | Irlanda   | Sheffield, Anglia                                                       |  |
|                             | Burgess 15', 35' Hampson 25' Crooks 30' Houghton 40' | Report | Dunne 80' | Stadion: Bramall Lane Spectatori: 25.000 Arbitru: John Thomson (Scoția) |  |

| 22 noiembrieHome Championship | Țara Galilor | 0 – 4  | Anglia                                    | Wrexham, Țara Galilor                                                       |  |
|                               |              | Report | Hampson 12', 70' Hodgson 35' Bradford 80' | Stadion: Racecourse Ground Spectatori: 14.000 Arbitru: Hugh Watson (Scoția) |  |

### 1931
| 28 martieHome Championship | Scoția                  | 2 – 0  | Anglia | Glasgow, Scoția                                                                 |  |
|                            | McPhail 61' McGrory 64' | Report |        | Stadion: Hampden Park Spectatori: 129.810 Arbitru: Alfred Atwood (Țara Galilor) |  |

| 14 maiMeci amical | Franța                                                 | 5 – 2  | Anglia                | Paris, Franța                                                        |  |
|                   | Laurent 15' Mercier 18', 76' Langiller 29' Delfour 57' | Report | Crooks 10' Waring 71' | Stadion: Colombes Spectatori: 35.000 Arbitru: John Langenus (Belgia) |  |

| 16 maiMeci amical | Belgia      | 1 – 4  | Anglia                                           | Bruxelles, Belgia                                                                   |  |
|                   | Capelle 15' | Report | Houghton 44' (pen.) Burgess 65', 76' Roberts 80' | Stadion: Oscar Bossaert Stadium Spectatori: 30.000 Arbitru: Peco Bauwens (Germania) |  |

| 17 octombrieHome Championship | Irlanda             | 2 – 6  | Anglia                                               | Belfast, Irlanda de Nord                                               |  |
|                               | Dunne 43' Kelly 89' | Report | Smith 10' Waring 11', 50' Hine 30' Houghton 60', 85' | Stadion: Windsor Park Spectatori: 40.000 Arbitru: Hugh Watson (Scoția) |  |

| 18 noiembrieHome Championship | Anglia                        | 3 – 1  | Țara Galilor | Liverpool, Anglia                                                     |  |
|                               | Smith 25' Crooks 50' Hine 65' | Report | Robbins      | Stadion: Anfield Spectatori: 15.000 Arbitru: William Bunnell (Anglia) |  |

| 9 decembrieMeci amical | Anglia                    | 7 – 1  | Spania    | Londra, Anglia                                                        |  |
|                        | Smith Johnson Crooks Dean | Report | Gorostiza | Stadion: Highbury Spectatori: 55.000 Arbitru: Peco Bauwens (Germania) |  |

### 1932
| 9 aprilieHome Championship | Anglia                            | 3 – 0  | Scoția | Londra, Anglia                                                                 |  |
|                            | Waring 36' Barclay 80' Crooks 88' | Report |        | Stadion: Wembley Stadium Spectatori: 92.180 Arbitru: Samuel Thompson (Irlanda) |  |

| 17 octombrieHome Championship | Anglia      | 1 – 0  | Irlanda | Blackpool, Anglia                                                         |  |
|                               | Barclay 30' | Report |         | Stadion: Bloomfield Road Spectatori: 25.000 Arbitru: Hugh Watson (Scoția) |  |

| 16 noiembrieHome Championship | Țara Galilor | 0 – 0  | Anglia | Wrexham, Țara Galilor                                                            |  |
|                               |              | Report |        | Stadion: Racecourse Ground Spectatori: 25.167 Arbitru: Samuel Thompson (Irlanda) |  |

| 7 decembrieMeci amical | Anglia                                  | 4 – 3  | Austria                       | Londra, Anglia                                                              |  |
|                        | Crooks 5' Hampson 27', 82' Houghton 77' | Report | Zischek 58', 87' Sindelar 80' | Stadion: Stamford Bridge Spectatori: 40.000 Arbitru: John Langenus (Belgia) |  |

### 1933
| 1 aprilieHome Championship | Scoția          | 2 – 1  | Anglia   | Glasgow, Scoția                                                              |  |
|                            | McGrory 5', 81' | Report | Hunt 30' | Stadion: Hampden Park Spectatori: 136.259 Arbitru: Samuel Thompson (Irlanda) |  |

| 13 maiMeci amical | Italia     | 1 – 1  | Anglia     | Roma, Italia                                                                      |  |
|                   | Ferrari 4' | Report | Bastin 24' | Stadion: Stadio Nazionale PNF Spectatori: 50.000 Arbitru: Peco Bauwens (Germania) |  |

| 29 maiMeci amical | Elveția | 0 – 4  | Anglia                              | Berna, Elveția                                                               |  |
|                   |         | Report | Bastin 15', 75' Richardson 71', 77' | Stadion: Stadion Neufeld Spectatori: 26.000 Arbitru: Peco Bauwens (Germania) |  |

| 14 octombrieHome Championship | Irlanda | 0 – 3  | Anglia                             | Belfast, Irlanda de Nord                                               |  |
|                               |         | Report | Brook 30' Grosvenor 51' Bowers 60' | Stadion: Windsor Park Spectatori: 35.000 Arbitru: Hugh Watson (Scoția) |  |

| 15 noiembrieHome Championship | Anglia | 1 – 2  | Țara Galilor | Newcastle upon Tyne, Anglia                                                   |  |
|                               | Brook  | Report | Mills Astley | Stadion: St James' Park Spectatori: 15.000 Arbitru: Samuel Thompson (Irlanda) |  |

| 6 decembrieMeci amical | Anglia                                   | 4 – 1  | Franța       | Londra, Anglia                                                              |  |
|                        | Camsell 12', 42' Brook 20' Grosvenor 55' | Report | Veinante 78' | Stadion: White Hart Lane Spectatori: 17.097 Arbitru: John Langenus (Belgia) |  |

### 1934
| 14 aprilieHome Championship | Anglia                          | 3 – 0  | Scoția | Londra, Anglia                                                                 |  |
|                             | Bastin 43' Brook 70' Bowers 85' | Report |        | Stadion: Wembley Stadium Spectatori: 92.363 Arbitru: Samuel Thompson (Irlanda) |  |

| 10 maiMeci amical | Ungaria             | 2 – 1  | Anglia     | Budapesta, Ungaria                                                          |  |
|                   | Avar 56' Sárosi 65' | Report | Tilson 84' | Stadion: Népstadion Spectatori: 40.000 Arbitru: Rinaldo Barlassina (Italia) |  |

| 16 maiMeci amical | Cehoslovacia        | 2 – 1  | Anglia     | Praga, Cehoslovacia                                                       |  |
|                   | Nejedlý 40' Puč 51' | Report | Tilson 20' | Stadion: Letná Stadium Spectatori: 35.000 Arbitru: John Langenus (Belgia) |  |

| 29 septembrieHome Championship | Țara Galilor | 0 – 4  | Anglia                | Cardiff, Țara Galilor                                                      |  |
|                                |              | Report | Tilson Brook Matthews | Stadion: Ninian Park Spectatori: 51.000 Arbitru: Samuel Thompson (Irlanda) |  |

| 14 noiembrieMeci amical | Anglia                  | 3 – 2  | Italia          | Londra, Anglia                                                     |  |
|                         | Brook 3', 10' Drake 12' | Report | Meazza 58', 62' | Stadion: Highbury Spectatori: 56.044 Arbitru: Otto Olsson (Suedia) |  |

### 1935
| 6 februarieHome Championship | Anglia          | 2 – 1  | Irlanda       | Liverpool, Anglia                                                       |  |
|                              | Bastin 18', 70' | Report | Stevenson 50' | Stadion: Goodison Park Spectatori: 35.000 Arbitru: Willie Webb (Scoția) |  |

| 6 aprilieHome Championship | Scoția          | 2 – 0  | Anglia | Glasgow, Scoția                                                              |  |
|                            | Duncan 43', 49' | Report |        | Stadion: Hampden Park Spectatori: 129.693 Arbitru: Samuel Thompson (Irlanda) |  |

| 18 maiMeci amical | Țările de Jos | 0 – 1  | Anglia      | Amsterdam, Olanda                                                            |  |
|                   |               | Report | Worrall 46' | Stadion: Olympic Stadium Spectatori: 33.000 Arbitru: Peco Bauwens (Germania) |  |

| 19 octombrieHome Championship | Irlanda | 1 – 3  | Anglia       | Belfast, Irlanda de Nord                                               |  |
|                               | Brown   | Report | Tilson Brook | Stadion: Windsor Park Spectatori: 35.000 Arbitru: Willie Webb (Scoția) |  |

| 4 decembrieMeci amical | Anglia                      | 3 – 0  | Germania | Londra, Anglia                                                            |  |
|                        | Camsell 35', 50' Bastin 68' | Report |          | Stadion: White Hart Lane Spectatori: 54.164 Arbitru: Otto Olsson (Suedia) |  |

### 1936
| 5 februarieHome Championship | Anglia     | 1 – 2  | Țara Galilor            | Wolverhampton, Anglia                                              |  |
|                              | Bowden 40' | Report | Astley 47' B. Jones 65' | Stadion: Molineux Spectatori: 27.519 Arbitru: Willie Webb (Scoția) |  |

| 4 aprilieHome Championship | Anglia      | 1 – 1  | Scoția            | Londra, Anglia                                                                  |  |
|                            | Camsell 30' | Report | Walker 80' (pen.) | Stadion: Wembley Stadium Spectatori: 93.267 Arbitru: William Hamilton (Irlanda) |  |

| 6 maiMeci amical | Austria               | 2 – 1  | Anglia      | Viena, Austria                                                            |  |
|                  | Viertl 11' Geiter 18' | Report | Camsell 54' | Stadion: Praterstadion Spectatori: 60.000 Arbitru: John Langenus (Belgia) |  |

| 9 maiMeci amical | Belgia            | 3 – 2  | Anglia         | Bruxelles, Belgia                                                                  |  |
|                  | Isemborghs Fievez | Report | Camsell Hobbis | Stadion: Jubilee Stadium Spectatori: 40.000 Arbitru: Johannes van Moorsel (Olanda) |  |

| 17 octombrieHome Championship | Țara Galilor          | 2 – 1  | Anglia     | Cardiff, Țara Galilor                                                     |  |
|                               | Morris 64' Glover 66' | Report | Bastin 44' | Stadion: Ninian Park Spectatori: 44.729 Arbitru: William McLean (Irlanda) |  |

| 18 noiembrieHome Championship | Anglia                | 3 – 1  | Irlanda | Stoke-on-Trent, Anglia                                                    |  |
|                               | Carter Bastin Worrall | Report | Davis   | Stadion: Victoria Ground Spectatori: 25.000 Arbitru: Willie Webb (Scoția) |  |

| 2 decembrieMeci amical | Anglia                                               | 6 – 2  | Ungaria             | Londra, Anglia                                                        |  |
|                        | Brook 25' Drake 32', 43', 80' Britton 52' Carter 87' | Report | Cseh 26' Vincze 48' | Stadion: Highbury Spectatori: 36,000 Arbitru: Lucien Leclerq (Franța) |  |

### 1937
| 17 aprilieHome Championship | Scoția                         | 3 – 1  | Anglia     | Glasgow, Scoția                                                             |  |
|                             | O'Donnell 47' McPhail 80', 88' | Report | Steele 40' | Stadion: Hampden Park Spectatori: 149.407 Arbitru: William McLean (Irlanda) |  |

| 14 maiMeci amical | Norvegia | 0 – 6  | Anglia                                                                | Oslo, Norvegia                                                                 |  |
|                   |          | Report | Kirchen 18' Holmsen 38' (o.g.) Galley 40' Steele 43', 61' Goulden 85' | Stadion: Ullevall Stadium Spectatori: 20.000 Arbitru: Ejner Ulrich (Danemarca) |  |

| 17 maiMeci amical | Suedia | 0 – 4  | Anglia                          | Stockholm, Suedia                                                           |  |
|                   |        | Report | Steele 7', 13', 33' Johnson 35' | Stadion: Råsunda Stadium Spectatori: 34,119 Arbitru: John Langenus (Belgia) |  |

| 20 maiMeci amical | Finlanda | 0 – 8  | Anglia                                                                            | Helsinki, Finlanda                                                           |  |
|                   |          | Report | Kirchen 6' Payne 27', 56' Steele 36', 52' Johnson 44' Willingham 75' Robinson 87' | Stadion: Töölön Pallokenttä Spectatori: 9,533 Arbitru: Rudolf Eklöw (Suedia) |  |

| 23 octombrieHome Championship | Irlanda   | 1 – 5  | Anglia           | Belfast, Irlanda de Nord                                               |  |
|                               | Stevenson | Report | Mills Hall Brook | Stadion: Windsor Park Spectatori: 36.000 Arbitru: Willie Webb (Scoția) |  |

| 17 noiembrieHome Championship | Anglia                | 2 – 1  | Țara Galilor | Middlesbrough, Anglia                                                   |  |
|                               | Matthews 28' Hall 57' | Report | Perry 16'    | Stadion: Ayresome Park Spectatori: 30.608 Arbitru: Willie Webb (Scoția) |  |

| 1 decembrieMeci amical | Anglia                                         | 5 – 4  | Cehoslovacia                       | Londra, Anglia                                                              |  |
|                        | Crayston 10' Morton 19' Matthews 28', 57', 83' | Report | Puč 12' Nejedlý 45', 75' Zeman 60' | Stadion: White Hart Lane Spectatori: 50,000 Arbitru: John Langenus (Belgia) |  |

### 1938
| 9 aprilieHome Championship | Anglia | 0 – 1  | Scoția    | Londra, Anglia                                                                  |  |
|                            |        | Report | Walker 6' | Stadion: Wembley Stadium Spectatori: 93.267 Arbitru: William Hamilton (Irlanda) |  |

| 14 maiMeci amical | Germania                            | 3 – 6  | Anglia                                                           | Berlin, Germania                                                            |  |
|                   | Gellesch 20' Gauchel 44' Pesser 85' | Report | Bastin 16' Robinson 26', 49' Broome 29' Matthews 41' Goulden 85' | Stadion: Olympiastadion Spectatori: 105,000 Arbitru: John Langenus (Belgia) |  |

| 21 maiMeci amical | Elveția       | 2 – 1  | Anglia | Florența, Elveția                                                     |  |
|                   | Aeby Abegglen | Report | Bastin | Stadion: Hardturm Spectatori: 25.000 Arbitru: Peco Bauwens (Germania) |  |

| 26 maiMeci amical | Franța                 | 2 – 4  | Anglia                                     | Paris, Franța                                                      |  |
|                   | Jordan 32' Nicolas 36' | Report | Broome 6' Drake 34', 40' Bastin 85' (pen.) | Stadion: Colombes Spectatori: 46,920 Arbitru: Louis Baert (Belgia) |  |

| 22 octombrieHome Championship | Țara Galilor            | 4 – 2  | Anglia          | Cardiff, Țara Galilor                                                       |  |
|                               | Astley Hopkins B. Jones | Report | Lawton Matthews | Stadion: Ninian Park Spectatori: 55.000 Arbitru: William Hamilton (Irlanda) |  |

| 26 octombrieMeci amical | Anglia                          | 3 – 0  | The Rest of Europe | Londra, Anglia                                                       |  |
|                         | Hall 20' Lawton 39' Goulden 73' | Report |                    | Stadion: Highbury Spectatori: 40.185 Arbitru: Arthur Jewell (Anglia) |  |

| 9 noiembrieMeci amical | Anglia                            | 4 – 0  | Norvegia | Newcastle upon Tyne, Anglia                                               |  |
|                        | Smith 13', 40' Dix 20' Lawton 35' | Report |          | Stadion: St James' Park Spectatori: 39.887 Arbitru: James Martin (Scoția) |  |

| 18 noiembrieHome Championship | Anglia                                              | 7 – 0  | Irlanda | Manchester, Anglia                                                         |  |
|                               | Lawton 8' Hall 36', 38', 40', 55', 65' Matthews 75' | Report |         | Stadion: Old Trafford Spectatori: 40.000 Arbitru: Peter Craigmyle (Scoția) |  |

### 1939
| 15 aprilieHome Championship | Scoția     | 1 – 2  | Anglia                 | Glasgow, Scoția                                                               |  |
|                             | Dougal 20' | Report | Beasley 67' Lawton 88' | Stadion: Hampden Park Spectatori: 149.269 Arbitru: William Hamilton (Irlanda) |  |

| 13 maiMeci amical | Italia                | 2 – 2  | Anglia              | Milano, Italia                                                        |  |
|                   | Biavati 48' Piola 64' | Report | Lawton 19' Hall 77' | Stadion: San Siro Spectatori: 60,000 Arbitru: Peco Bauwens (Germania) |  |

| 18 maiMeci amical | Iugoslavia              | 2 – 1  | Anglia     | Belgrad, Iugoslavia                                                                            |  |
|                   | Glišović 16' Perlić 63' | Report | Broome 49' | Stadion: Beogradski Sport Klub Stadium Spectatori: 35,000 Arbitru: Georges Capdeville (Franța) |  |

| 24 maiMeci amical | România | 0 – 2  | Anglia               | București, România                                                         |  |
|                   |         | Report | Goulden 7' Welsh 53' | Stadion: Stadionul ANEF Spectatori: 40,000 Arbitru: John Langenus (Belgia) |  |

## Anii 1940

### 1946
| 28 septembrieHome Championship | Irlanda  | 2 – 7  | Anglia                                                            | Belfast, Irlanda de Nord                                               |  |
|                                | Lockhart | Report | Carter 1' Mannion 17', 28', 61' Finney 60' Lawton 80' Langton 83' | Stadion: Windsor Park Spectatori: 57.000 Arbitru: Willie Webb (Scoția) |  |

| 30 septembrieMeci amical | Republica Irlanda | 0 – 1  | Anglia     | Dublin, Irlanda                                                          |  |
|                          |                   | Report | Finney 82' | Stadion: Dalymount Park Spectatori: 23.000 Arbitru: Willie Webb (Scoția) |  |

| 12 noiembrieHome Championship | Anglia                     | 3 – 0  | Țara Galilor | Manchester, Anglia                                                   |  |
|                               | Mannion 8', 16' Lawton 39' | Report |              | Stadion: Maine Road Spectatori: 59.250 Arbitru: Willie Webb (Scoția) |  |

| 27 noiembrieMeci amical | Anglia                                                           | 8 – 2  | Țările de Jos        | Huddersfield, Anglia                                                  |  |
|                         | Lawton 20', 24', 35', 78' Carter 30', 71' Mannion 34' Finney 44' | Report | Bergman 37' Smit 87' | Stadion: Leeds Road Spectatori: 35.000 Arbitru: James Martin (Scoția) |  |

### 1947
| 12 aprilieHome Championship | Anglia     | 1 – 1  | Scoția      | Londra, Anglia                                                                  |  |
|                             | Carter 56' | Report | McLaren 16' | Stadion: Wembley Stadium Spectatori: 98,250 Arbitru: Charles Delasalle (Franța) |  |

| 3 maiMeci amical | Anglia                            | 3 – 0  | Franța | Highbury, Anglia                                                          |  |
|                  | Finney 50' Mannion 64' Carter 77' | Report |        | Stadion: Arsenal Stadium Spectatori: 54,500 Arbitru: Louis Baert (Belgia) |  |

| 18 maiMeci amical | Elveția    | 1 – 0  | Anglia | Florența, Elveția                                                  |  |
|                   | Fatton 27' | Report |        | Stadion: Hardturm Spectatori: 30.000 Arbitru: Victor Sdez (Franța) |  |

| 25 maiMeci amical | Portugalia | 0 – 10 | Anglia                                                                       | Lisabona, Portugalia                                                             |  |
|                   |            | Report | Lawton 1', 11', 38', 61' Mortensen 2', 59', 71', 77' Finney 21' Matthews 85' | Stadion: Estádio Nacional Spectatori: 62.000 Arbitru: Charles Delasalle (Franța) |  |

| 21 septembrieMeci amical | Belgia                   | 2 – 5  | Anglia                                       | Bruxelles, Belgia                                                         |  |
|                          | Mermans 34' De Cleyn 53' | Report | Lawton 1', 63' Mortensen 15' Finney 22', 60' | Stadion: Heysel Stadium Spectatori: 62.500 Arbitru: James Martin (Scoția) |  |

| 18 octombrieHome Championship | Țara Galilor | 0 – 3  | Anglia                             | Cardiff, Țara Galilor                                                  |  |
|                               |              | Report | Finney 6' Mortensen 11' Lawton 25' | Stadion: Ninian Park Spectatori: 55.000 Arbitru: James Martin (Scoția) |  |

| 5 noiembrieHome Championship | Anglia                 | 2 – 2  | Irlanda               | Liverpool, Țara Galilor                                                       |  |
|                              | Mannion 84' Lawton 86' | Report | Walsh 55' Doherty 90' | Stadion: Goodison Park Spectatori: 68.000 Arbitru: Peter Fitzpatrick (Scoția) |  |

| 19 noiembrieMeci amical | Anglia                                    | 4 – 2  | Suedia                      | Londra, Anglia                                                     |  |
|                         | Mortensen 15', 35', 86' Lawton 18' (pen.) | Report | Nordahl 22' Gren 68' (pen.) | Stadion: Highbury Spectatori: 44.250 Arbitru: Willie Webb (Scoția) |  |

### 1948
| 10 aprilieHome Championship | Scoția | 0 – 2  | Anglia                   | Glasgow, Scoția                                                            |  |
|                             |        | Report | Finney 44' Mortensen 64' | Stadion: Hampden Park Spectatori: 135.376 Arbitru: David Maxwell (Irlanda) |  |

| 16 maiMeci amical | Italia | 0 – 4  | Anglia                                  | Turin, Italia                                                                     |  |
|                   |        | Report | Mortensen 4' Lawton 23' Finney 70', 72' | Stadion: Stadio Comunale Spectatori: 58.000 Arbitru: Joaquin Diez Garcia (Spania) |  |

| 26 septembrieMeci amical | Danemarca | 0 – 0  | Anglia | Copenhaga, Danemarca                                                          |  |
|                          |           | Report |        | Stadion: Idrætsparken Spectatori: 41.000 Arbitru: Karel van der Meer (Olanda) |  |

| 9 octombrieHome Championship | Irlanda        | 2 – 6  | Anglia                                                       | Belfast, Irlanda de Nord                                               |  |
|                              | Walsh 50', 90' | Report | Matthews 27' Mortensen 63', 68', 77' Milburn 65' Pearson 79' | Stadion: Windsor Park Spectatori: 53.000 Arbitru: Willie Webb (Scoția) |  |

| 10 noiembrieHome Championship | Anglia     | 1 – 0  | Țara Galilor | Birmingham, Anglia                                                   |  |
|                               | Finney 39' | Report |              | Stadion: Villa Park Spectatori: 68.750 Arbitru: John Mowatt (Scoția) |  |

| 2 decembrieMeci amical | Anglia                                                  | 6 – 0  | Elveția | Londra, Anglia                                                            |  |
|                        | Haines 5', 36' Hancocks 25', 65' Rowley 55' Milburn 66' | Report |         | Stadion: Highbury Spectatori: 35.000 Arbitru: Karel van der Meer (Olanda) |  |

### 1949
| 9 aprilieHome Championship | Anglia      | 1 – 3  | Scoția                         | Londra, Anglia                                                                      |  |
|                            | Milburn 75' | Report | Mason 29' Steel 52' Reilly 61' | Stadion: Wembley Stadium Spectatori: 98.188 Arbitru: Sandy Griffiths (Țara Galilor) |  |

| 13 maiMeci amical | Suedia                              | 3 – 1  | Anglia     | Stockholm, Suedia                                                      |  |
|                   | Carlsson 2' Jeppson 36' Jönsson 43' | Report | Finney 67' | Stadion: Råsunda Spectatori: 37,500 Arbitru: Giovanni Galeati (Italia) |  |

| 18 maiMeci amical | Norvegia     | 1 – 4  | Anglia                                               | Oslo, Norvegia                                                      |  |
|                   | Andresen 52' | Report | Mullen 5' Finney 38' Spydevold 60' (o.g.) Morris 70' | Stadion: Ullevaal Spectatori: 36.000 Arbitru: J. Andersson (Suedia) |  |

| 22 maiMeci amical | Franța    | 1 – 3  | Anglia                    | Paris, Franța                                                             |  |
|                   | Moreel 1' | Report | Morris 8', 86' Wright 24' | Stadion: Colombes Spectatori: 61,500 Arbitru: Karel van der Meer (Olanda) |  |

| 21 septembrieMeci amical | Anglia | 0 – 2  | Republica Irlanda             | Liverpool, Anglia                                                       |  |
|                          |        | Report | Martin 33' (pen.) Farrell 85' | Stadion: Goodison Park Spectatori: 52.000 Arbitru: John Mowatt (Scoția) |  |

| 15 octombrieHome Championship FIFA WC Qualifying Group 1 | Țara Galilor  | 1 – 4  | Anglia                              | Cardiff, Țara Galilor                                                 |  |
|                                                          | Griffiths 80' | Report | Mortensen 22' Milburn 29', 34', 66' | Stadion: Ninian Park Spectatori: 61.000 Arbitru: John Mowatt (Scoția) |  |

| 16 noiembrieHome Championship FIFA WC Qualifying Group 1 | Anglia                                                                    | 9 – 2  | Irlanda               | Manchester, Anglia                                                             |  |
|                                                          | Rowley 5', 47', 55', 58' Froggatt 28' Pearson 31', 75' Mortensen 35', 50' | Report | Smyth 52' Brennan 85' | Stadion: Maine Road Spectatori: 70.000 Arbitru: Sandy Griffiths (Țara Galilor) |  |

| 30 noiembrieMeci amical | Anglia                | 2 – 0  | Italia | Londra, Anglia                                                            |  |
|                         | Rowley 75' Wright 79' | Report |        | Stadion: White Hart Lane Spectatori: 60.000 Arbitru: John Mowatt (Scoția) |  |

## Anii 1950

### 1950
| 15 aprilieHome Championship FIFA WC Qualifying Group 1 | Scoția | 0 – 1  | Anglia      | Glasgow, Scoția                                                       |  |
|                                                        |        | Report | Bentley 63' | Stadion: Hampden Park Spectatori: 133.250 Arbitru: Reg Leafe (Anglia) |  |

| 14 maiMeci amical | Portugalia                     | 3 – 5  | Anglia                                               | Lisabona, Portugalia                                                            |  |
|                   | Ben David 47', 59' Vasques 70' | Report | Finney 4' (pen.), 28', 55', 72' (pen.) Mortensen 15' | Stadion: National Stadium Spectatori: 70.000 Arbitru: Giuseppe Carpani (Italia) |  |

| 18 maiMeci amical | Belgia      | 1 – 4  | Anglia                                           | Bruxelles, Belgia                                                             |  |
|                   | Mermans 43' | Report | Mullen 46' Mortensen 65' Mannion 68' Bentley 86' | Stadion: Heysel Stadium Spectatori: 55.750 Arbitru: Raymond Vincenti (Franța) |  |

| 25 iunie1950 FIFA World Cup Group 2 | Chile | 0 – 2  | Anglia                    | Rio de Janeiro, Brazilia                                                  |  |
|                                     |       | Report | Mortensen 27' Mannion 51' | Stadion: Maracanã Spectatori: 29.703 Arbitru: Karel van der Meer (Olanda) |  |

| 29 iunie1950 FIFA World Cup Group 2 | Statele Unite ale Americii | 1 – 0  | Anglia | Belo Horizonte, Brazilia                                                     |  |
|                                     | Gaetjens 38'               | Report |        | Stadion: Independência Spectatori: 10,151 Arbitru: Generoso Datillo (Italia) |  |

| 2 iulie1950 FIFA World Cup Group 2 | Spania    | 1 – 0  | Anglia | Rio de Janeiro, Brazilia                                                |  |
|                                    | Zarra 49' | Report |        | Stadion: Maracanã Spectatori: 74,462 Arbitru: Giovanni Galeati (Italia) |  |

| 7 octombrieHome Championship | Irlanda      | 1 – 4  | Anglia                            | Belfast, Irlanda de Nord                                                   |  |
|                              | McMorran 70' | Report | Baily 43', 86' Lee 64' Wright 85' | Stadion: Windsor Park Spectatori: 46.000 Arbitru: George Mitchell (Scoția) |  |

| 15 noiembrieHome Championship | Anglia                                 | 4 – 2  | Țara Galilor  | Sunderland, Anglia                                                   |  |
|                               | Baily 31', 40' Mannion 66' Milburn 90' | Report | Ford 59', 74' | Stadion: Roker Park Spectatori: 50.250 Arbitru: John Mowatt (Scoția) |  |

| 22 noiembrieMeci amical | Anglia             | 2 – 2  | Iugoslavia                       | Londra, Anglia                                                            |  |
|                         | Lofthouse 29', 34' | Report | Compton 40' (o.g.) Živanović 72' | Stadion: Highbury Spectatori: 62.000 Arbitru: Karel van der Meer (Olanda) |  |

### 1951
| 14 aprilieHome Championship | Anglia                 | 2 – 3  | Scoția                               | Londra, Anglia                                                                 |  |
|                             | Hassall 26' Finney 63' | Report | Johnstone 33' Reilly 47' Liddell 54' | Stadion: Wembley Stadium Spectatori: 98.750 Arbitru: Thomas Mitchell (Irlanda) |  |

| 9 maiMeci amical | Anglia                    | 2 – 1  | Argentina | Londra, Anglia                                                                      |  |
|                  | Mortensen 79' Milburn 86' | Report | Boyé 18'  | Stadion: Wembley Stadium Spectatori: 99.000 Arbitru: Sandy Griffiths (Țara Galilor) |  |

| 19 maiMeci amical | Anglia                                              | 5 – 2  | Portugalia             | Liverpool, Anglia                                                       |  |
|                   | Nicholson 1' Milburn 9', 83' Finney 75' Hassall 87' | Report | Patalino 2' Albano 48' | Stadion: Goodison Park Spectatori: 52,750 Arbitru: Louis Baert (Belgia) |  |

| 3 octombrieMeci amical | Anglia                      | 2 – 2  | Franța               | Londra, Anglia                                                     |  |
|                        | Firoud 4' (o.g.) Medley 32' | Report | Doye 18' Alpsteg 19' | Stadion: Highbury Spectatori: 57.500 Arbitru: John Mowatt (Scoția) |  |

| 20 octombrieHome Championship | Țara Galilor | 1 – 1  | Anglia   | Cardiff, Țara Galilor                                                     |  |
|                               | Foulkes 3'   | Report | Baily 6' | Stadion: Ninian Park Spectatori: 51.500 Arbitru: Douglas Gerrard (Scoția) |  |

| 14 noiembrieHome Championship | Anglia             | 2 – 0  | Irlanda | Birmingham, Anglia                                                             |  |
|                               | Lofthouse 40', 83' | Report |         | Stadion: Villa Park Spectatori: 58.000 Arbitru: Sandy Griffiths (Țara Galilor) |  |

| 28 noiembrieMeci amical | Anglia                          | 2 – 2  | Austria                           | Londra, Anglia                                                            |  |
|                         | Ramsey 68' (pen.) Lofthouse 75' | Report | Melchior 47' Stojaspal 87' (pen.) | Stadion: Wembley Stadium Spectatori: 98.000 Arbitru: John Mowatt (Scoția) |  |

### 1952
| 15 aprilieHome Championship | Scoția     | 1 – 2  | Anglia           | Glasgow, Scoția                                                                     |  |
|                             | Reilly 76' | Report | Pearson 10', 44' | Stadion: Hampden Park Spectatori: 134.504 Arbitru: Patrick Morris (Irlanda de Nord) |  |

| 18 maiMeci amical | Italia     | 1 – 1  | Anglia     | Florența, Italia                                                          |  |
|                   | Amadei 58' | Report | Broadis 4' | Stadion: Stadio Comunale Spectatori: 93.000 Arbitru: A. Beranek (Austria) |  |

| 25 maiMeci amical | Austria              | 2 – 3  | Anglia                        | Viena, Austria                                                               |  |
|                   | Huber 27' Dienst 42' | Report | Lofthouse 25', 83' Sewell 28' | Stadion: Praterstadion Spectatori: 65.500 Arbitru: Giuseppe Carpani (Italia) |  |

| 28 maiMeci amical | Elveția | 0 – 3  | Anglia                        | Zürich, Elveția                                                    |  |
|                   |         | Report | Sewell 13' Lofthouse 51', 87' | Stadion: Hardturm Spectatori: 32.000 Arbitru: Louis Baert (Belgia) |  |

| 4 octombrieHome Championship | Irlanda        | 2 – 2  | Anglia                   | Belfast, Irlanda de Nord                                                   |  |
|                              | Tully 15', 46' | Report | Lofthouse 2' Elliott 87' | Stadion: Windsor Park Spectatori: 60.000 Arbitru: Douglas Gerrard (Scoția) |  |

| 12 noiembrieHome Championship | Anglia                                                   | 5 – 2  | Țara Galilor  | Londra, Anglia                                                                |  |
|                               | Finney 8' Lofthouse 10', 75' J. Froggatt 44' Bentley 47' | Report | Ford 15', 49' | Stadion: Wembley Stadium Spectatori: 93.500 Arbitru: Douglas Gerrard (Scoția) |  |

| 26 noiembrieMeci amical | Anglia                                             | 5 – 0  | Belgia | Londra, Anglia                                                         |  |
|                         | Elliott 4', 48' Lofthouse 42', 86' R. Froggatt 60' | Report |        | Stadion: Wembley Stadium Spectatori: 65.000 Arbitru: Leo Horn (Olanda) |  |

### 1953
| 18 aprilieHome Championship | Anglia           | 2 – 2  | Scoția          | Londra, Anglia                                                                 |  |
|                             | Broadis 19', 70' | Report | Reilly 55', 90' | Stadion: Wembley Stadium Spectatori: 97.000 Arbitru: Thomas Mitchell (Irlanda) |  |

| 17 maiMeci amical | Anglia | 0 a 0  | Argentina | Buenos Aires, Argentina                                                       |  |
|                   |        | Report |           | Stadion: Estadio Monumental Spectatori: 85.000 Arbitru: Arthur Ellis (Anglia) |  |

| 24 maiMeci amical | Chile    | 1 – 2  | Anglia                   | Santiago, Chile                                                             |  |
|                   | Díaz 83' | Report | Taylor 48' Lofthouse 68' | Stadion: Estadio Nacional Spectatori: 70.000 Arbitru: Arthur Ellis (Anglia) |  |

| 31 maiMeci amical | Uruguay                | 2 – 1  | Anglia     | Montevideo, Uruguay                                                           |  |
|                   | Abbadie 27' Míguez 60' | Report | Taylor 89' | Stadion: Estadio Centenario Spectatori: 80.000 Arbitru: Arthur Ellis (Anglia) |  |

| 8 iunieMeci amical | Statele Unite ale Americii | 3 – 6  | Anglia                            | New York, SUA                                                       |  |
|                    | Decker Athineos            | Report | Broadis Lofthouse Finney Froggatt | Stadion: Yankee Stadium Spectatori: 10,000 Arbitru: Sam Galin (SUA) |  |

| 10 octombrieHome Championship FIFA WC Qualifying Group 3 | Țara Galilor  | 1 – 4  | Anglia                              | Cardiff, Țara Galilor                                                       |  |
|                                                          | Allchurch 22' | Report | Wilshaw 45', 50' Lofthouse 51', 52' | Stadion: Ninian Park Spectatori: 61.000 Arbitru: Charlie Faultless (Scoția) |  |

| 21 noiembrieMeci amical | Anglia                                         | 4 – 4  | The Rest of Europe                       | Londra, Anglia                                                                      |  |
|                         | Mortensen 8' Mullen 43', 49' Ramsey 90' (pen.) | Report | Kubala 5' (pen.), 64' Boniperti 15', 39' | Stadion: Wembley Stadium Spectatori: 97.000 Arbitru: Sandy Griffiths (Țara Galilor) |  |

| 11 noiembrieHome Championship FIFA WC Qualifying Group 3 | Anglia                         | 3 – 1  | Irlanda      | Liverpool, Anglia                                                              |  |
|                                                          | Hassall 10', 60' Lofthouse 75' | Report | McMorran 54' | Stadion: Goodison Park Spectatori: 61.000 Arbitru: Robert Smith (Țara Galilor) |  |

| 25 noiembrieMeci amical | Anglia                                     | 3 – 6  | Ungaria                                           | Londra, Anglia                                                          |  |
|                         | Sewell 13' Mortensen 38' Ramsey 57' (pen.) | Report | Hidegkuti 1', 20', 53' Puskás 24', 29' Bozsik 50' | Stadion: Wembley Stadium Spectatori: 100.000 Arbitru: Leo Horn (Olanda) |  |

### 1954
| 3 aprilieHome Championship FIFA WC Qualifying Group 3 | Scoția              | 2 – 4  | Anglia                                        | Glasgow, Scoția                                                                      |  |
|                                                       | Brown 7' Ormond 89' | Report | Broadis 13' Nicholls 50' Allen 68' Mullen 83' | Stadion: Hampden Park Spectatori: 134.554 Arbitru: Thomas Mitchell (Irlanda de Nord) |  |

| 16 maiMeci amical | Iugoslavia | 1 – 0  | Anglia | Belgrad, Iugoslavia                                                                |  |
|                   | Mitić 87'  | Report |        | Stadion: Partizan Stadium Spectatori: 59,000 Arbitru: Carl Erich Steiner (Austria) |  |

| 23 maiMeci amical | Ungaria                                                           | 7 – 1  | Anglia      | Budapesta, Ungaria                                                        |  |
|                   | Lantos 10' Puskás 17', 71' Kocsis 19', 57' Hidegkuti 59' Tóth 63' | Report | Broadis 68' | Stadion: Népstadion Spectatori: 92.000 Arbitru: Giorgio Bernardi (Italia) |  |

| 17 iunie1954 FIFA World Cup Group 4 | Belgia                                         | 4 – 4 (d.p.) | Anglia                              | Basle, Elveția                                                                   |  |
|                                     | Anoul 5', 74' Coppens 67' Dickinson 93' (o.g.) | Report       | Broadis 25', 62' Lofthouse 37', 91' | Stadion: St. Jakob Stadium Spectatori: 14,000 Arbitru: Emil Schmetzer (Germania) |  |

| 20 iunie1954 FIFA World Cup Group 4 | Elveția | 0 – 2  | Anglia                 | Berna, Elveția                                                                 |  |
|                                     |         | Report | Mullen 43' Wilshaw 69' | Stadion: Stadionul Wankdorf Spectatori: 60.000 Arbitru: István Zsolt (Ungaria) |  |

| 26 iunie1954 FIFA World Cup Quarter-finals | Uruguay                                         | 4 – 2  | Anglia                   | Basel, Elveția                                                                      |  |
|                                            | Borges 5' Valera 40' Schiaffino 50' Ambrois 79' | Report | Lofthouse 16' Finney 67' | Stadion: St. Jakob Stadium Spectatori: 50.000 Arbitru: Carl Erich Steiner (Austria) |  |

| 2 octombrieHome Championship | Irlanda de Nord | 0 – 2  | Anglia               | Belfast, Irlanda de Nord                                                     |  |
|                              |                 | Report | Haynes 75' Revie 78' | Stadion: Windsor Park Spectatori: 50.000 Arbitru: Charlie Faultless (Scoția) |  |

| 10 noiembrieHome Championship | Anglia                | 3 – 2  | Țara Galilor     | Londra, Anglia                                                                  |  |
|                               | Bentley 70', 74', 82' | Report | Charles 35', 75' | Stadion: Wembley Stadium Spectatori: 91.112 Arbitru: Charlie Faultless (Scoția) |  |

| 1 decembrieMeci amical | Anglia                               | 3 – 1  | Germania de Vest | Londra, Anglia                                                                    |  |
|                        | Bentley 28' Allen 48' Shackleton 80' | Report | Beck 75'         | Stadion: Wembley Stadium Spectatori: 100.000 Arbitru: Vincenzo Orlandini (Italia) |  |

### 1955
| 2 aprilieHome Championship | Anglia                                                | 7 – 2  | Scoția                  | Londra, Anglia                                                                      |  |
|                            | Wilshaw 1', 70', 73', 83' Lofthouse 7', 27' Revie 24' | Report | Reilly 10' Docherty 88' | Stadion: Wembley Stadium Spectatori: 96.847 Arbitru: Sandy Griffiths (Țara Galilor) |  |

| 15 maiMeci amical | Franța          | 1 – 0  | Anglia | Paris, Franța                                                            |  |
|                   | Kopa 37' (pen.) | Report |        | Stadion: Colombes Spectatori: 54.750 Arbitru: Emil Schmetzer ( Germania) |  |

| 18 maiMeci amical | Spania   | 1 – 1  | Anglia      | Madrid, Spania                                                                      |  |
|                   | Rial 65' | Report | Bentley 38' | Stadion: Stadionul Santiago Bernabéu Spectatori: 125.000 Arbitru: R. Pieri (Italia) |  |

| 22 maiMeci amical | Portugalia                 | 3 – 1  | Anglia      | Oporto, Portugalia                                                               |  |
|                   | Águas 24', 83' Matateu 79' | Report | Bentley 19' | Stadion: Estádio das Antas Spectatori: 55.000 Arbitru: Giorgio Bernardi (Italia) |  |

| 2 octombrieMeci amical | Danemarca    | 1 – 5  | Anglia                                                | Copenhaga, Danemarca                                                        |  |
|                        | Lundberg 62' | Report | Revie 26' (pen.), 53' Lofthouse 31', 41' Bradford 80' | Stadion: Idrætsparken Spectatori: 53.000 Arbitru: Giorgio Bernardi (Italia) |  |

| 22 octombrieHome Championship | Țara Galilor           | 2 – 1  | Anglia             | Cardiff, Țara Galilor                                                              |  |
|                               | Tapscott 41' Jones 43' | Report | Charles 51' (o.g.) | Stadion: Ninian Park Spectatori: 60.000 Arbitru: Thomas Mitchell (Irlanda de Nord) |  |

| 2 noiembrieHome Championship | Anglia                      | 3 – 0  | Irlanda de Nord | Londra, Anglia                                                                      |  |
|                              | Wilshaw 51', 53' Finney 88' | Report |                 | Stadion: Wembley Stadium Spectatori: 62.000 Arbitru: Sandy Griffiths (Țara Galilor) |  |

| 30 noiembrieMeci amical | Anglia                              | 4 – 1  | Spania     | Londra, Anglia                                                               |  |
|                         | Atyeo 12' Perry 13', 60' Finney 59' | Report | Arieta 80' | Stadion: Wembley Stadium Spectatori: 85,000 Arbitru: Maurice Guigue (Franța) |  |

### 1956
| 14 aprilieHome Championship | Scoția     | 1 – 1  | Anglia     | Glasgow, Scoția                                                                 |  |
|                             | Leggat 60' | Report | Haynes 89' | Stadion: Hampden Park Spectatori: 132.817 Arbitru: Leo Callaghan (Țara Galilor) |  |

| 9 maiMeci amical | Anglia                          | 4 – 2  | Brazilia              | Londra, Anglia                                                                |  |
|                  | Taylor 3', 65' Grainger 5', 84' | Report | Paulinho 53' Didi 55' | Stadion: Wembley Stadium Spectatori: 100,000 Arbitru: Maurice Guigue (Franța) |  |

| 16 maiMeci amical | Suedia | 0 – 0  | Anglia | Stockholm, Suedia                                                      |  |
|                   |        | Report |        | Stadion: Råsunda Stadium Spectatori: 38.000 Arbitru: Leo Horn (Olanda) |  |

| 20 maiMeci amical | Finlanda | 1 – 5  | Anglia                          | Helsinki, Finlanda                                                            |  |
|                   | Forsgren | Report | Wilshaw Haynes Astall Lofthouse | Stadion: Olympic Stadium Spectatori: 38.000 Arbitru: J. Jorgensen (Danemarca) |  |

| 26 maiMeci amical | Germania de Vest | 1 – 3  | Anglia                              | Berlin, Germania                                                           |  |
|                   | F. Walter 86'    | Report | Edwards 25' Grainger 63' Haynes 69' | Stadion: Olympiastadion Spectatori: 95.000 Arbitru: István Zsolt (Ungaria) |  |

| 6 octombrieHome Championship | Irlanda de Nord | 1 – 1  | Anglia         | Belfast, Irlanda de Nord                                                 |  |
|                              | McIlroy 10'     | Report | S. Matthews 2' | Stadion: Windsor Park Spectatori: 58.500 Arbitru: Hugh Phillips (Scoția) |  |

| 14 noiembrieHome Championship | Anglia                           | 3 – 1  | Țara Galilor | Londra, Anglia                                                              |  |
|                               | Haynes 52' Brooks 55' Finney 75' | Report | Charles 8'   | Stadion: Wembley Stadium Spectatori: 95.000 Arbitru: Hugh Phillips (Scoția) |  |

| 28 noiembrieMeci amical | Anglia                     | 3 – 0  | Iugoslavia | Londra, Anglia                                                          |  |
|                         | Brooks 13' Taylor 65', 89' | Report |            | Stadion: Wembley Stadium Spectatori: 78,500 Arbitru: E. Harzic (Franța) |  |

| 5 decembrie1958 FIFA World Cup Qualification Group 1 | Anglia                                | 5 – 2  | Danemarca             | Wolverhampton, Anglia                                                 |  |
|                                                      | Taylor 18', 20', 48' Edwards 56', 77' | Report | O.B. Nielsen 30', 52' | Stadion: Molineux Spectatori: 53,000 Arbitru: Maurice Guigue (Franța) |  |

### 1957
| 6 aprilieHome Championship | Anglia                | 2 – 1  | Scoția  | Londra, Anglia                                                              |  |
|                            | Kevan 63' Edwards 84' | Report | Ring 1' | Stadion: Wembley Stadium Spectatori: 97.520 Arbitru: Pieter Roomer (Olanda) |  |

| 8 mai1958 FIFA World Cup Qualification Group 1 | Anglia                             | 5 – 1  | Republica Irlanda | Londra, Anglia                                                              |  |
|                                                | Taylor 8', 17', 40' Atyeo 38', 90' | Report | Curtis 56'        | Stadion: Wembley Stadium Spectatori: 52.000 Arbitru: Hugh Phillips (Scoția) |  |

| 15 mai1958 FIFA World Cup Qualification Group 1 | Danemarca     | 1 – 4  | Anglia                               | Copenhaga, Danemarca                                                      |  |
|                                                 | J. Jensen 27' | Report | Haynes 28' Taylor 71', 86' Atyeo 75' | Stadion: Idrætsparken Spectatori: 45.000 Arbitru: Albert Dusch (Germania) |  |

| 19 mai1958 FIFA World Cup Qualification Group 1 | Republica Irlanda | 1 – 1  | Anglia    | Dublin, Irlanda                                                            |  |
|                                                 | Ringstead 3'      | Report | Atyeo 90' | Stadion: Dalymount Park Spectatori: 47.000 Arbitru: Hugh Phillips (Scoția) |  |

| 19 octombrieHome Championship | Țara Galilor | 0 – 4  | Anglia                                       | Cardiff, Țara Galilor                                                              |  |
|                               |              | Report | Hopkins 2' (o.g.) Haynes 44', 67' Finney 64' | Stadion: Ninian Park Spectatori: 58.000 Arbitru: Thomas Mitchell (Irlanda de Nord) |  |

| 6 noiembrieHome Championship | Anglia                  | 2 – 3  | Irlanda de Nord                            | Londra, Anglia                                                                      |  |
|                              | A'Court 58' Edwards 80' | Report | McIlroy 31' (pen.) McCrory 59' Simpson 71' | Stadion: Wembley Stadium Spectatori: 42.000 Arbitru: Sandy Griffiths (Țara Galilor) |  |

| 27 noiembrieMeci amical | Anglia                         | 4 – 0  | Franța | Londra, Anglia                                                                            |  |
|                         | Taylor 3', 33' Robson 24', 84' | Report |        | Stadion: Wembley Stadium Spectatori: 60.000 Arbitru: Nikolay Latyshev (Uniunea Sovietică) |  |

### 1958
| 19 aprilieHome Championship | Scoția | 0 – 4  | Anglia                                  | Glasgow, Scoția                                                            |  |
|                             |        | Report | Douglas 22' Kevan 35', 74' Charlton 66' | Stadion: Hampden Park Spectatori: 127.874 Arbitru: Albert Dusch (Germania) |  |

| 7 maiMeci amical | Anglia            | 2 – 1  | Portugalia | Londra, Anglia                                                               |  |
|                  | Charlton 25', 62' | Report | Duarte 51' | Stadion: Wembley Stadium Spectatori: 65,000 Arbitru: Albert Alsteen (Belgia) |  |

| 11 maiMeci amical | Iugoslavia                                              | 5 – 0  | Anglia | Belgrad, Iugoslavia                                                          |  |
|                   | Milutinović 23' Petaković 56', 77', 83' Veselinović 86' | Report |        | Stadion: Partizan Stadium Spectatori: 58.000 Arbitru: István Zsolt (Ungaria) |  |

| 18 maiMeci amical | Uniunea Sovietică | 1 – 1  | Anglia    | Moscova, Uniunea Sovietică                                                    |  |
|                   | V. Ivanov 78'     | Report | Kevan 45' | Stadion: Stadionul Lenin Spectatori: 105.000 Arbitru: Fritz Seipelt (Austria) |  |

| 8 iunie1958 FIFA World Cup Group 4 | Uniunea Sovietică          | 2 – 2  | Anglia                      | Göteborg, Suedia                                                   |  |
|                                    | Simonyan 13' A. Ivanov 55' | Report | Kevan 66' Finney 85' (pen.) | Stadion: Ullevi Spectatori: 49.348 Arbitru: István Zsolt (Ungaria) |  |

| 11 iunie1958 FIFA World Cup Group 4 | Brazilia | 0 – 0  | Anglia | Göteborg, Suedia                                                    |  |
|                                     |          | Report |        | Stadion: Ullevi Spectatori: 40.895 Arbitru: Albert Dusch (Germania) |  |

| 15 iunie1958 FIFA World Cup Group 4 | Austria               | 2 – 2  | Anglia               | Borås, Suedia                                                          |  |
|                                     | Koller 15' Körner 71' | Report | Haynes 56' Kevan 74' | Stadion: Ryavallen Spectatori: 16.800 Arbitru: Jan Bronkhorst (Olanda) |  |

| 17 iunie1958 FIFA World Cup Group 4 Play-Off | Uniunea Sovietică | 1 – 0  | Anglia | Göteborg, Suedia                                                    |  |
|                                              | Ilyin 68'         | Report |        | Stadion: Ullevi Spectatori: 23.182 Arbitru: Albert Dusch (Germania) |  |

| 4 octombrieHome Championship | Irlanda de Nord                | 3 – 3  | Anglia                       | Belfast, Irlanda de Nord                                                  |  |
|                              | Cush 16' Peacock 54' Casey 67' | Report | Charlton 31', 77' Finney 61' | Stadion: Windsor Park Spectatori: 58.000 Arbitru: Bobby Davidson (Scoția) |  |

| 22 octombrieMeci amical | Anglia                                                 | 5 – 0  | Uniunea Sovietică | Londra, Anglia                                                                |  |
|                         | Haynes 45', 63', 82' Charlton 84' (pen.) Lofthouse 90' | Report |                   | Stadion: Wembley Stadium Spectatori: 100,000 Arbitru: Maurice Guigue (Franța) |  |

| 26 noiembrieHome Championship | Anglia             | 2 – 2  | Țara Galilor               | Birmingham, Anglia                                                      |  |
|                               | Broadbent 42', 75' | Report | Tapscott 15' Allchurch 70' | Stadion: Villa Park Spectatori: 40.500 Arbitru: Albert Dusch (Germania) |  |

### 1959
| 11 aprilieHome Championship | Anglia       | 1 – 0  | Scoția | Londra, Anglia                                                                   |  |
|                             | Charlton 59' | Report |        | Stadion: Wembley Stadium Spectatori: 98.329 Arbitru: Joaquim Campos (Portugalia) |  |

| 6 maiMeci amical | Anglia                   | 2 – 2  | Italia                    | Londra, Anglia                                                               |  |
|                  | Charlton 26' Bradley 38' | Report | Brighenti 56' Mariani 61' | Stadion: Wembley Stadium Spectatori: 91.000 Arbitru: Albert Dusch (Germania) |  |

| 13 maiMeci amical | Brazilia         | 2 – 0  | Anglia | Rio de Janeiro, Brazilia                                               |  |
|                   | Julinho Henrique | Report |        | Stadion: Maracanã Spectatori: 160,000 Arbitru: Juan Brozzi (Argentina) |  |

| 17 maiMeci amical | Peru           | 4 – 1  | Anglia  | Lima, Peru                                                                   |  |
|                   | Seminario Joya | Report | Greaves | Stadion: National Stadium Spectatori: 54,000 Arbitru: Erwin Hieger (Austria) |  |

| 24 maiMeci amical | Mexic                    | 2 – 1  | Anglia    | Mexico City, Mexic                                                                             |  |
|                   | Cárdenas 26' Monteón 67' | Report | Kevan 14' | Stadion: Estadio Olímpico Universitario Spectatori: 82.000 Arbitru: Eunapio Queiroz (Brazilia) |  |

| 28 maiMeci amical | Statele Unite ale Americii | 1 – 8  | Anglia                                                                          | Los Angeles, SUA                                                       |  |
|                   | Murphy 9'                  | Report | Bradley 35' Flowers 52', 69' Charlton 62', 82' (pen.), 85' Kevan 74' Haynes 87' | Stadion: Wrigley Field Spectatori: 13.000 Arbitru: Ray Morgan (Canada) |  |

| 17 octombrieHome Championship | Țara Galilor | 1 – 1  | Anglia  | Cardiff, Țara Galilor                                                              |  |
|                               | Moore        | Report | Greaves | Stadion: Ninian Park Spectatori: 60.000 Arbitru: Thomas Mitchell (Irlanda de Nord) |  |

| 28 octombrieMeci amical | Anglia                   | 2 – 3  | Suedia                             | Londra, Anglia                                                               |  |
|                         | Connelly 9' Charlton 81' | Report | Simonsson 52', 60' Salomonsson 75' | Stadion: Wembley Stadium Spectatori: 72.000 Arbitru: Bobby Davidson (Scoția) |  |

| 18 noiembrieHome Championship | Anglia              | 2 – 1  | Irlanda de Nord | Londra, Anglia                                                                    |  |
|                               | Baker 17' Parry 90' | Report | Bingham 89'     | Stadion: Wembley Stadium Spectatori: 60.000 Arbitru: Leo Callaghan (Țara Galilor) |  |